# Norbert Ringels
Norbert Ringels (* 16. September 1956 in Mönchengladbach) ist ein ehemaliger deutscher Fußballspieler.

## Laufbahn
Norbert „Nonno“ Ringels spielte von 1975 bis 1985 in der Fußball-Bundesliga für Borussia Mönchengladbach und bestritt dabei 163 Spiele (6 Tore) für die Fohlenelf. Der Abwehrspieler konnte unter Trainer Udo Lattek gleich in seinen ersten Jahren zwei deutsche Meistertitel feiern. 1979 triumphierte er mit der Borussia im UEFA-Pokal-Finale gegen Roter Stern Belgrad. Bei der Niederlage im Finale des DFB-Pokals 1984 gegen Bayern München war er im entscheidenden Elfmeterschießen neben Lothar Matthäus einer der beiden Fehlschützen der Borussia. 1985 wechselte er zum VVV-Venlo.

### Erfolge
- 2× Deutscher Meister (1976, 1977)
- 1× Deutscher Vize-Meister (1978)
- 1× Platz 2 im Europapokal der Landesmeister (1977)
- 1× UEFA-Pokal-Sieger (1979)
- 1× Platz 2 im UEFA-Pokal (1980)
- 1× Platz 2 im DFB-Pokal (1984)

## Sonstiges
Ab Juli 2008 trainierte Ringels die erste Mannschaft des Bezirksligisten SV Mönchengladbach, den Heimatverein des ehemaligen deutschen Nationalspielers Marcell Jansen. Gegenwärtig gehört er zum Trainer- und Betreuerstab der Traditionsmannschaft „Die Weisweiler Elf“. Ringels lebt in Mönchengladbach, arbeitet als kaufmännischer Angestellter, ist Vater von zwei Kindern und hat drei Enkelsöhne.